# Live Oak (Luisiana)

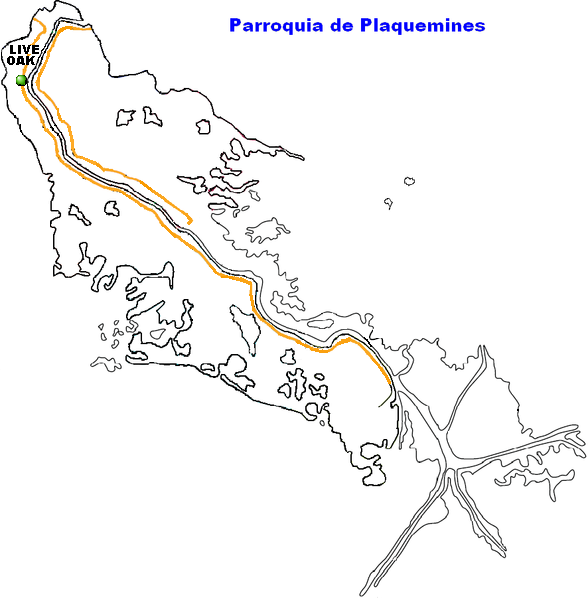
Localización de Live Oak en el mapa de la parroquia de Plaquemines.

Live Oak es una pequeña localidad ubicada sobre el delta del Misisipi, dentro de la parroquia de Plaquemines, en el estado de Luisiana, Estados Unidos.

## Geografía
El establecimiento de Live Oak se localiza en las siguientes coordenadas 29°45′17″N 90°01′43″O / 29.75472, -90.02861. Esta comunidad posee sólo un metro de elevación sobre el nivel del mar, convirtiéndola una zona proclive a las inundaciones. Su población se compone de menos de doscientos habitantes. Esta comunidad se localiza a veinticuatro kilómetros de Nueva Orleans la principal ciudad de todo el estado, y a 513 kilómetros del aeropuerto internacional más cercano, el (IAH) Houston George Bush Intercontinental Airport.